# Spoorlijn Siegen-Weidenau - Betzdorf
De spoorlijn Siegen-Weidenau - Betzdorf is een Duitse spoorlijn als lijn 2880 onder beheer van DB Netze.

## Geschiedenis
Het traject werd door de Cöln-Mindener Eisenbahn geopend op 10 januari 1861.

## Treindiensten
De Deutsche Bahn, Hessische Landesbahn en Abellio Rail NRW verzorgen het personenvervoer op dit traject met RE- en RB-treinen.
| Serie | Treinsoort                          | Route | Bijzonderheden     |
| ----- | ----------------------------------- | --- | ------------------ |
| RE 9  | Regional-Express (DB Regio NRW)     | Aachen Hbf – Stolberg (Rheinl) Hbf – Eschweiler Hbf – Düren – Köln Hbf – Siegburg/Bonn – Hennef (Sieg) – Eitorf – Siegen         | Rhein-Sieg-Express |
| RE 16 | Regional-Express (Abellio Rail NRW) | Essen Hbf – Bochum Hbf – Witten Hbf – Hagen Hbf – Hohenlimburg – Letmathe – [ Iserlohn ] / Werdohl – Kreuztal – Siegen           | Ruhr-Sieg-Express  |
| RB 90 | Regionalbahn (HLB)                  | Limburg (Lahn) – Staffel – Hadamar – Wilsenroth – Westerburg – Altenkirchen (Westerw) – Au (Sieg) – Betzdorf (Sieg) – Siegen     |                    |
| RB 91 | Regionalbahn (Abellio Rail NRW)     | Hagen Hbf – Hohenlimburg – Letmathe – [ Iserlohn ] / Altena (Westfalen) – Werdohl – Plettenberg – Finnentrop – Kreuztal – Siegen | Ruhr-Sieg-Bahn     |
| RB 93 | Regionalbahn (HLB)                  | Bad Berleburg – Erndtebrück – Hilchenbach – Kreuztal – Siegen – Betzdorf (Sieg)                                                  | Rothaar-Bahn       |

## Aansluitingen
In de volgende plaatsen was of is er een aansluiting op de volgende spoorlijnen:
Siegen-Weidenau
DB 2800, spoorlijn tussen Siegen-Weidenau en Betzdorf
DB 9273, spoorlijn tussen Siegen-Weidenau en Irmgarteichen-Werthenbach
Siegen
DB 2881, spoorlijn tussen Siegen en Siegen Ost
DB 9271, spoorlijn tussen Siegen en Eisern
Eintracht
DB 9271, spoorlijn tussen Siegen en Eisern
DB 9272, spoorlijn tussen Eintracht en Kaan-Marienborn
DB 9276, spoorlijn tussen Kreuztal en Eintracht
Eiserfeld
DB 9271, spoorlijn tussen Siegen en Eisern
Kirchen
DB 2882, spoorlijn tussen Kirchen en Freudenberg
Betzdorf
DB 2651, spoorlijn tussen Keulen en Gießen

## Elektrificatie
Het traject werd in 1980 geëlektrificeerd met een wisselspanning van 15.000 volt 16⅔ Hz.